# 争取21世纪公民权、行动、参与
争取21世紀公民權、行動、參與（法語：Citoyenneté Action Participation pour le 21ème siècle，缩写为CAP21）是法國的一个綠色自由主義政黨，原為柯琳·勒帕吉（Corinne Lepage）在1996年創立的政治團體。
該黨在2000年轉為政黨組織。勒帕吉投入2002年法國總統選舉，得票率1.88%。勒帕吉表示她代表中間派綠人聲音，反對偏向左派的綠黨參選人諾艾爾·馬梅爾（Noël Mamère）。隨後該黨拒絕加入中間偏右的人民運動聯盟。
2007年，退出總統選舉的勒帕吉支持中間派的參選人弗朗索瓦·貝魯。隨後與貝魯的民主運動一同參與2007年法國議會選舉，但未能獲得席次。
2008年6月15日，該黨成為民主運動的關係政黨。勒帕吉成為民主運動副主席。2009年歐洲議會選舉，勒帕吉為民主運動在法國西北選區的頭號候選人。
然而，該黨與民主運動獨立參與2010年法國大區選舉，並希望與歐洲生態聯盟（Europe Ecologie）結盟。該黨在六個大區與歐洲生態聯盟合作，在勃艮第、皮卡第與民主運動合作。然而民主運動表現不佳（4.2%），勒帕吉宣布辭去民主運動副主席，並計畫召開該黨黨大會。

## 外部連結
- 官方網站